# Rainer Kallmann
Rainer Maximilian Kallmann (* 3. Juli 1941 in Heilbronn; † 12. März 2021) war ein deutscher Jurist und Kommunalpolitiker (SPD).

## Werdegang
Kallmann studierte von 1961 bis 1965 Rechtswissenschaften in Göttingen. Er wurde 1972 promoviert und wirkte danach als Richter in Göttingen. Von 1985 an war er Vorsitzender einer Großen Strafkammer, ab 1992 bis zur Pensionierung 2006 Vorsitzender einer Zivilkammer.

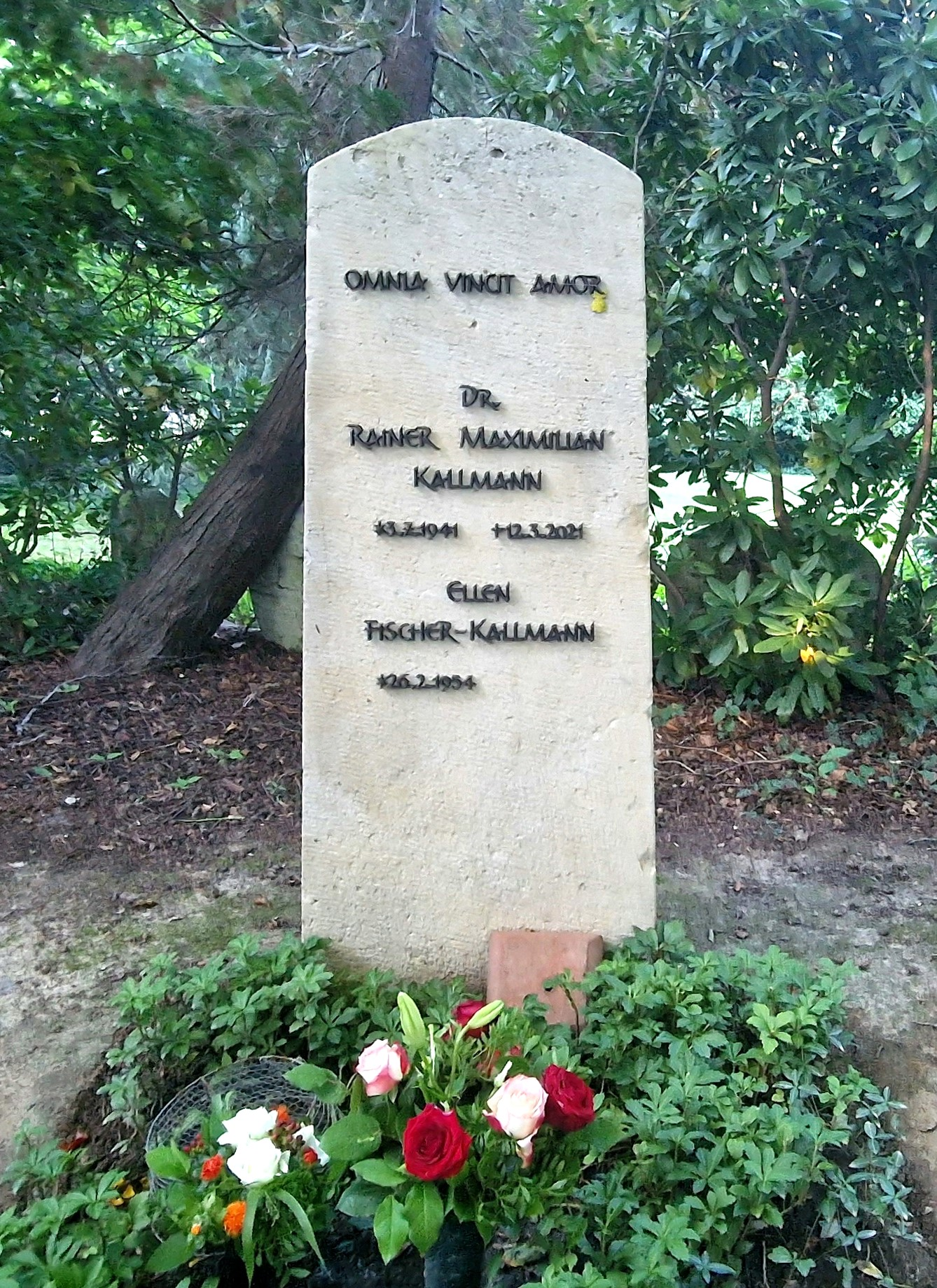
Grabstein Rainer Maximilian Kallmann auf dem Stadtfriedhof Göttingen

Er wurde 1974 erstmals in den Göttinger Stadtrat gewählt und war 1977 und 1985 sowie von 2000 bis 2001 Vorsitzender der SPD-Stadtratsfraktion. Von 1. November 1991 bis 8. Februar 2000 war er Oberbürgermeister von Göttingen.

## Ehrungen
2012 wurde Rainer Kallmann vom Bundespräsidenten mit dem Verdienstkreuz am Bande der Bundesrepublik Deutschland ausgezeichnet. Der Göttinger Oberbürgermeister Wolfgang Meyer händigte es ihm am 11. September 2012 aus. Damit wurde seine langjährige ehrenamtliche Tätigkeit in der Kommunalpolitik gewürdigt.